# آبراهام بوگاردوس

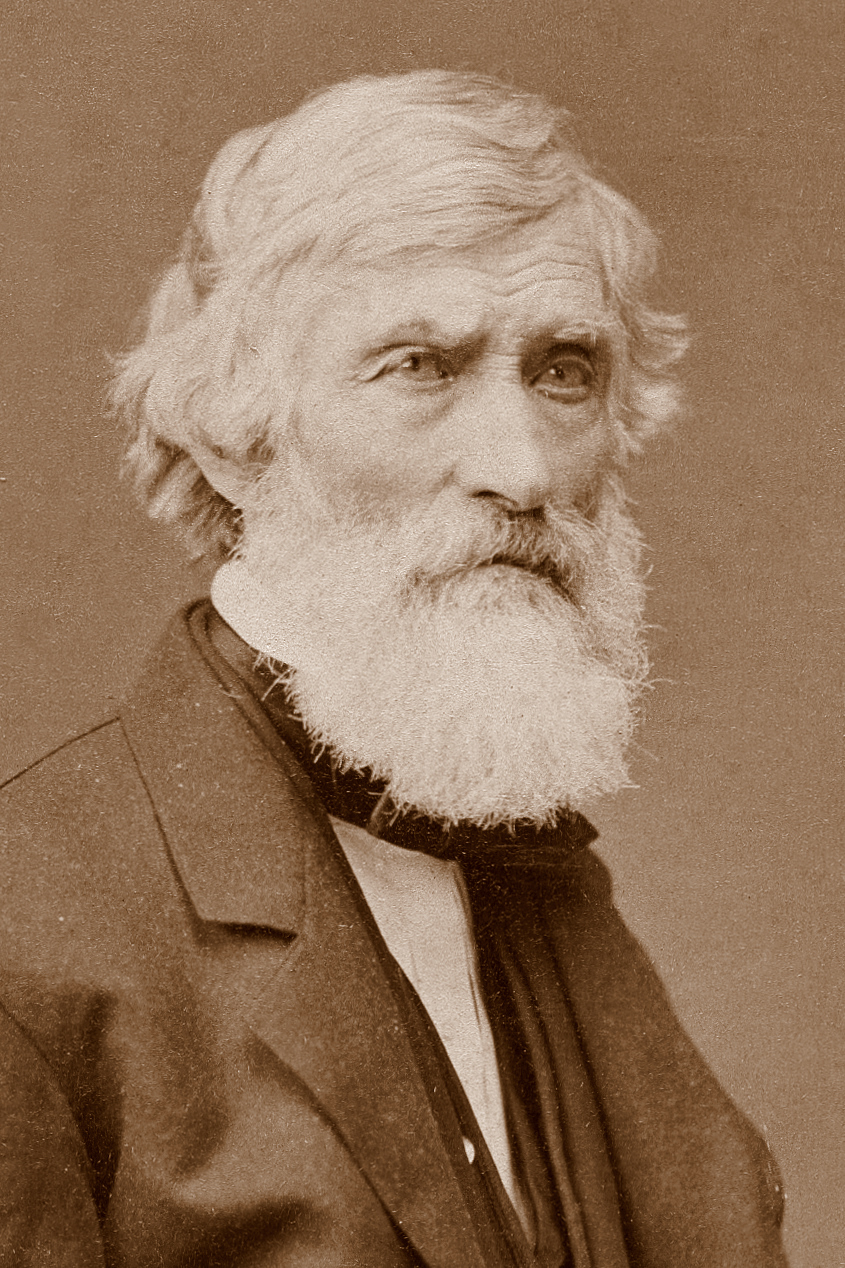
نقاش آمریکایی آشر براون دوراند (۱۸۶۹) اثر آبراهام بوگاردوس

آبراهام بوگاردوس (انگلیسی: Abraham Bogardus; ۲۹ نوامبر ۱۸۲۲ – ۲۲ مارس ۱۹۰۸) یک داگرئوتایپیست و عکاس آمریکایی بود که در طول زندگی حرفه‌ای خود حدود ۲۰۰۰۰۰ داگرئوتایپ ساخت.
او در جریان عمل داگرئوتایپ توسط نیویورکی جورج دبلیو پروش را آموزش دید، و در سال ۱۸۳۹ دوربینی برای ساموئل اف.بی مورس ساخت. بوگاردوس یک استودیو و گالری در ۳۶۳ خیابان برادوی نیویورک در سال ۱۸۴۶ افتتاح کرد و در این کار بسیار موفق بود.
او در سال ۱۸۶۸ در تأسیس انجمن ملی عکاسی که به مدت پنج سال رئیس آن بود، کمک کرد. او در اواخر دهه ۱۸۳۰ به عنوان منشی در یک فروشگاه کالاهای خشک کار می‌کرد و در سال ۱۸۴۵ یک نقاشی را در موسسه آمریکایی به نمایش گذاشت.
از سال ۱۸۴۷ تا ۱۸۵۲، او به عنوان داگرئوتیپیست در خیابان گرینویچ شماره ۲۱۷ ثبت شد. محل سکونت او از سال ۱۸۴۹ تا ۱۸۵۱ در نیوآرک، نیوجرسی بود و بین سال‌های ۱۸۵۱ تا ۱۸۵۲ به خیابان گروو، شهر نیویورک بازگشت. او موفق شد یک گالری شعبه را در ۱۲۶ خیابان واشینگتن، نیوآرک، در سال ۱۸۴۹ ایجاد کند، که در سال ۱۸۵۰ به خیابان کلینتون، نیوآرک، ۸ منتقل شد. در سال ۱۸۵۱ گالری او در شهر نیویورک به خیابان گرینویچ شماره ۲۲۹ منتقل شد و گالری قدیمی روت در ۳۶۳ برادوی در سال ۱۸۶۲ بازسازی شد. او در سال ۱۸۶۹ ضمن حفظ استودیویش در ۳۶۳ براودی، استودیوی جدیدی را در ۱۱۵۳ برادوی افتتاح کرد.
در سال های ۱۸۷۱ تا ۱۸۷۳، او با دانیل و دیوید بندان، برادران اهل بالتیمور، مریلند، در ۱۱۵۳ برادوی در نیویورک همکاری داشت. در سال ۱۸۷۳، بوگاردوس داگرئوتیپ‌هایی از طرح اسکناس را برای شرکت آمریکایی بانک اسکناس تولید کرد.

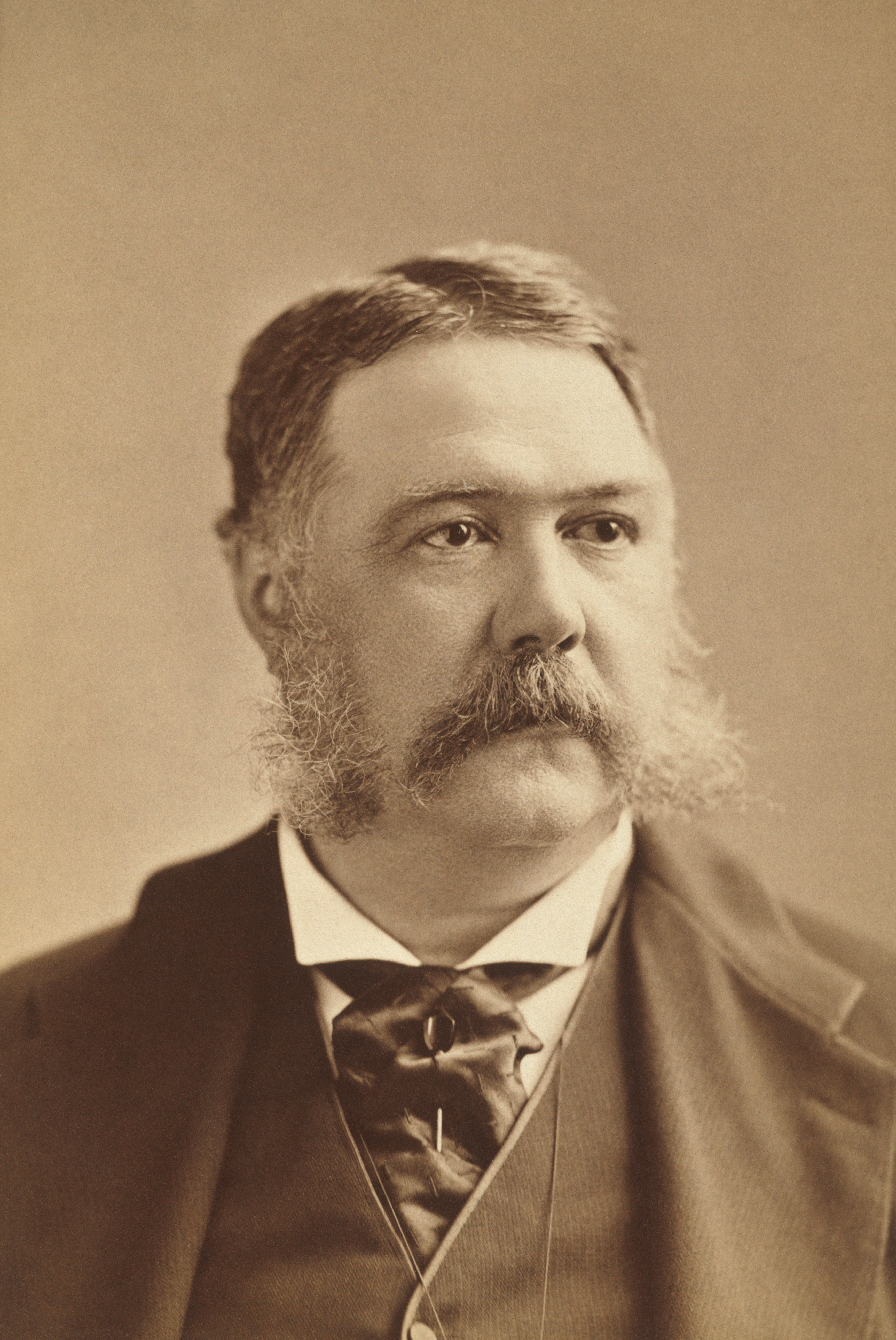
تصویر پرزیدنت چستر آ. آرتور (۱۸۸۰) توسط بوگاردوس

بوگاردوس در سال ۱۸۸۴ در زمان بازنشستگی، در عکاسی فیلادلفیا آگهی داد: «در هنگام بازنشستگی از حرفه عکاسی، پس از سی و هشت سال حضور مداوم در این شهر، مؤسسه شناخته شده خود را برای فروش عرضه می‌کنم. شهرت گالری، آنقدر شناخته شده است که نیاز به یک کلمه نظر دارد، موجودی نگاتیوهای ثبت شده بسیار ارزشمند است، که شامل تعداد زیادی از مشتریان معمولی، و همچنین تعداد زیادی از مردان برجسته، روسای جمهور، سناتورها و غیره است و سفارشات دائمی برای آنها انجام می‌شود. این عکس‌ها با لنزهای درجه یک «بلین» و «لوگان» گرفته شده است.»
او در سال ۱۹۰۸ در خانه خود در خیابان مدیسون ۲۴۶ در بروکلین، نیویورک درگذشت.